# Jenny Wolf
Jenny Wolf (ur. 31 stycznia 1979 w Berlinie Wschodnim) – niemiecka łyżwiarka szybka, srebrna medalistka olimpijska, wielokrotna medalistka mistrzostw świata oraz wielokrotna zdobywczyni Pucharu Świata.

## Kariera
Specjalizuje się w dystansach sprinterskich, preferuje zwłaszcza dystans 500 m. Pierwszy sukces w karierze osiągnęła w 2007 roku, kiedy zwyciężyła w biegu na 500 m podczas dystansowych mistrzostw świata w Salt Lake City. Wynik ten powtarzała podczas mistrzostw świata w Nagano (2008), mistrzostw świata w Vancouver (2009) oraz mistrzostw świata w Inzell (2011). W 2008 roku zdobyła także złoto na mistrzostwach świata w wieloboju sprinterskim w Heerenveen. W tej samej konkurencji Wolf była druga za Chinką Wang Beixing podczas mistrzostw świata w Moskwie w 2009 roku, a na mistrzostwach świata w Obihiro zajęła trzecie miejsce. Przegrała tam jedynie z Lee Sang-hwa z Korei Południowej i Japonką Sayuri Yoshii.
W 2002 roku wzięła udział w igrzyskach olimpijskich w Salt Lake City, zajmują piętnaste miejsce w swej koronnej konkurencji. Na tym dystansie była szósta podczas igrzysk olimpijskich w Turynie w 2006 roku oraz rozgrywanych osiem lat później igrzysk w Soczi. Swój jedyny medal olimpijski zdobyła na igrzyskach w Vancouver w 2010 roku, gdzie bieg na 500 m, ukończyła na drugiej pozycji. Rozdzieliła tam na podium Koreankę Lee Sang-hwa i Chinkę Wang Beixing.
Wielokrotnie stawała na podium zawodów Pucharu Świata, odnosząc przy tym 61. zwycięstw. W sezonach 2005/2006, 2006/2007, 2007/2008, 2008/2009, 2009/2010 i 2010/2011 zwyciężyła w klasyfikacji końcowej 500 m, w sezonie 2012/2013 była druga, a sezon 2011/2012 ukończyła na trzeciej pozycji. Ponadto w sezonach 2005/2006-2008/2009 wygrywała także klasyfikację 100 m, a w sezonach 2003/2004 i 2004/2005 zajmowała w niej drugie miejsce.
Ustanowiła siedem rekordów świata.

## Osiągnięcia

### Igrzyska Olimpijskie
- Vancouver 2010
  -  - 500 m

### Mistrzostwa świata
- Mistrzostwa świata w wieloboju sprinterskim
  -  – 2008
  -  – 2009
  -  – 2010
- Mistrzostwa świata na dystansach
  -  – 2007 (500 m), 2008 (500 m), 2009 (500 m), 2011 (500 m)